# Fieseler Fi 98
O Fieseler Fi 98 foi um protótipo de caça-bombardeiro proposto pelo fabricante alemão de aeronaves Gerhard Fieseler Werke como rival do Henschel Hs 123.